# Hvalov zbornik
Hvalov zbornik je srednjovjekovni oslikani rukopis iz Bosne pisan arvaticom za bosanskog kneza Hrvoja Vukčića Hrvatinića na početku 15. stoljeća (1404.). U samom uvodu piše: "U slavu kneza Hrvoja, Splitskog vojvode i viteza Krajeva Donjih i drugih".
Pisao ga je krstjanin Hval, najvjerojatnije u Hrvojevoj rezidenciji u Omišu. Poput drugih slavnih rukopisa bosanske crkve (Nikoljsko evanđelje, Srećkovićevo evanđelje, Radosavov zbornik, ...) temeljen je na hrvatskoj glagoljici, tj. prepisan je s glagoljskoga predloška na zapadnoštokavski ikavski jezik (glagoljska slova se mogu naći na dva mjesta). Zbornik sadrži Novi zavjet, Psalme Davidove s devet pjesama te još neke nebiblijske, većinom apokrifne tekstove. Rukopis je bogato urešen inicijalima (380) i iluminacijama (96), a sastoji se od 359 listova površine stranica 17 cm x 11 cm. Na kraju rukopisa dopisan je kolofon, u kojem se predstavio pisar i dao podatke o naručitelju i vremenu pisanja rukopisa.
Zbornik je jedan od najpoznatijih rukopisa Crkve bosanske u kojemu, međutim, ima ikonografskih elemenata, koji nisu u skladu s učenjem bosanskih krstjana (Blagovijest, Raspeće i Uzašašće). Bogato je urešen minijaturama, inicijalima, ornamentima, pojedinačnim figurama i kompozicijama. Dugo se smatralo daje i minijature izveo Hval, koji za sebe kaze: "Ispisah zlatom kako i crnilom". Novije analize stila i tehnike slikanja ukazuju na dva minijaturista.
Jedan majstor slika na modroj pozadini, figure su mu izrazito plastične s crnim konturama, smještene u pravokutne okvire, guste namaze boje mjestimice oživljava zlatom. On je pod izrazitim utjecajem gotičkoga slikarstva na dasci. Pripisuju mu se minijature: Povorka apostola s Kristom, Raspeće, Blažena Djevica Marija na prijestolju, Uzašašće, Kamenovanje arhiđakona Stjepana, Kralj David i Mojsije.
Drugi majstor slika na zlatnoj pozadini, a minijature smješta u bogato izrađen arhitektonski okvir. Crtež mu je finiji, boje pastelnije, kvaliteta rada viša nego kod njegova suradnika na tom zborniku. Njemu su pripisani: Navještenje, evanđelisti (osim Ivana), Krist blagoslivlje apostole, inicijali s ljudskim likovima i veći dio ostalih uresa.
Te minijature ikonografski i umjetnički pripadaju gotičkoj umjetnosti iz kruga dalmatinskih slikara 15. stoljeća pa je vrlo vjerojatno da su ih izveli domaći slikari. To potkrepljuje činjenica da se neki likovi i uresi nalaze i u glagoljaškom Hrvojevu misalu (između 1403. i 1404). Danas se čuva u sveučilišnoj knjižnici u Bologni.

## Vanjske poveznice
- Digitalizirani Hvalov zbornik izvornika dostupnog u Biblioteca Universitaria di Bologna, MS 3575B.
- HercegBosna.org Hvalov zbornik
- Marka sa slikom iz Hvalovog zbornika, Hrvatska pošta  Arhivirana inačica izvorne stranice od 14. lipnja 2011. (Wayback Machine)